# Izpit
Izpit je preizkus znanja, ki je lahko v različnih oblikah (pisni, ustni, praktični, ...). Na fakulteti se lahko opravi s pomočjo kolokvijev.
Obstajajo še drugi preizkusi, ki se jim prav tako reče izpiti (npr. vozniški izpit, izpit za opravljanje dela,...)